# 大目埕站
大目埕站位于福建省福州市闽侯县白沙镇大目埕村西，距来舟站155公里，距福州站39公里。现为四等站。客运办理旅客乘降，不办理行李包裹托运；不办理货运业务。。设轨3股，站房面积368平方米，是1981年9月新增设的一个区间站。